# Asthenes harterti
Az Asthenes harterti a madarak (Aves) osztályának verébalakúak (Passeriformes) rendjébe és a fazekasmadár-félék (Furnariidae) családjába tartozó faj.

## Rendszerezése
A fajt Hans von Berlepsch német ornitológus írta le 1901-ben, a Schizoeaca nembe Schizoeaca harterti néven. Egyes szervezetek jelenleg is ide sorolják.

## Alfajai
- Asthenes harterti bejaranoi Remsen, 1981
- Asthenes harterti harterti Berlepsch, 1901[2]

## Előfordulása
Dél-Amerikában, az Andok keleti részén, Bolívia területén honos. Természetes élőhelyei a szubtrópusi és trópusi hegyi esőerdők, magaslati füves puszták és cserjések. Állandó, nem vonuló faj.

## Megjelenése
Testhossza 18 centiméter, testtömege 12–14 gramm.

## Életmódja
Ízeltlábúakkal táplálkozik, de néha magvakat is fogyaszt.

## Természetvédelmi helyzete
Az elterjedési területe viszonylag kicsi, egyedszáma ugyan csökken, de még nem éri el a kritikus szintet. A Természetvédelmi Világszövetség Vörös listáján nem fenyegetett fajként szerepel.